# Enotria Goliardo Foot-Ball Club 1919-1920
Questa pagina raccoglie le informazioni riguardanti l'Enotria Goliardo Foot-Ball Club nelle competizioni ufficiali della stagione 1919-1920.

## Stagione
Battendo per 2-0 la Pro Patria nella gara di qualificazione, l'Enotria Goliardo ottenne una storica qualificazione al massimo campionato italiano, la Prima Categoria, strutturata in eliminatorie regionali. All'esordio l'Enotria si rivelò la squadra rivelazione delle eliminatorie lombarde vincendo 7 partite su 10 e classificandosi al secondo posto nel girone B lombardo dietro soltanto al Milan. Tale piazzamento le permise addirittura di superare la fase regionale e di qualificarsi al campionato nazionale propriamente detto.
Nel girone C delle semifinali dell'Alta Italia l'Enotria si trovò a fronteggiare Andrea Doria di Genova, Bologna, Novara, Inter e Torino che le si rivelarono nettamente superiori. L'Enotria perse le prime sette partite del girone di semifinale, spesso con punteggi umilianti, prima di ottenere l'unica vittoria sul campo contro l'Andrea Doria, battuta per 3-1 all'ottava giornata. Seguì l'umiliante sconfitta per 7-0 contro l'Inter e la vittoria a tavolino per forfait del Torino. L'Enotria si classificò al sesto e ultimo posto nella Semifinale C con quattro punti venendo così eliminata.

## Organigramma societario
Area direttiva
- Presidente: Alessandro Gaetani
- Vice-Presidenti: Giacomo Habersaat, rag. Paolo Majone
- Consiglieri: Giuseppe Vergani, Mario Fossati, Franco Pironi, Alberto Ostali, rag. Giovanni Ghizzoni, Umberto Maldura.

Area organizzativa
- Segretario: rag. Paolo Boccalari
- Cassiere: Alessandro Segramora

Area tecnica
- Commissione Tecnica: rag. Pietro Majone, rag. Carlo Boccalari, Mario Fossati,  Umberto Maldura, Negri.

## Rosa
| N. |                   | Ruolo | Calciatore        |
| -- | ----------------- | ----- | ----------------- |
|    | Italia (bandiera) | A     | Armando Bellolio  |
|    | Italia (bandiera) | A     | G. Biassoni       |
|    | Italia (bandiera) | A     | Boni              |
|    | Italia (bandiera) | D     | Germano Brunelli  |
|    | Italia (bandiera) | A     | Giuseppe Cassè    |
|    | Italia (bandiera) | D     | Edoardo Chieppi   |
|    | Italia (bandiera) | A     | Colombo           |
|    | Italia (bandiera) | C     | Copreni           |
|    | Italia (bandiera) | D     | L. Ferrari        |
|    | Italia (bandiera) | A     | Mario Giambelli   |
|    | Italia (bandiera) | D     | Grassi            |
|    | Italia (bandiera) | A     | Giovanni Maggioni |

| N. |                   | Ruolo | Calciatore               |
| -- | ----------------- | ----- | ------------------------ |
|    | Italia (bandiera) | C     | Palmiro Luigi Pastorelli |
|    | Italia (bandiera) | P     | Vittorio Pelvi           |
|    | Italia (bandiera) | C     | Oreste Perfetti          |
|    | Italia (bandiera) | C     | Pessato                  |
|    | Italia (bandiera) | D     | Franco Pironi            |
|    | Italia (bandiera) | A     | Giuseppe Pironi          |
|    | Italia (bandiera) | C     | Polo                     |
|    | Italia (bandiera) | D     | Osvaldo Salamina         |
|    | Italia (bandiera) | P     | Luigi Silvani            |
|    | Italia (bandiera) | D     | Enrico Tosi              |
|    | Italia (bandiera) | A     | Simone Varalda           |

## Risultati

### Prima Categoria

#### Qualificazioni
| Arbitro: | Varisco (Milano) |

|                        |           |  |
| Grassi 30’ Varalda 70’ | Marcatori |  |

#### Girone B lombardo

##### Girone di andata
| Arbitro: | Barnabò (Milano) |

|                                       |           |                            |
| Biassoni 20’ Bellolio 30’ Varalda 47’ | Marcatori | 71’ Gugnali 76’ Cattaneo I |

| Arbitro: | Varisco (Milano) |

|          |           |                         |
| Bellolio | Marcatori | ?’, ?’, ?’ Varese Roghi |

| Arbitro: | Bellandi (Milano) |

|               |           |  |
| Pironi II 65’ | Marcatori |  |

| Milano 2 novembre 1919 4ª giornata | Ausonia Pro Gorla | 4 – 7                                                             | Enotria Goliardo |  |
| \| \| \| \| \| Mombrini II 8’, 19’ Aliatis 23’ Balbo 73’ \| Marcatori \| 28’ Grassi 37’, 89’ Bellolio 43’, 51’, 56’ Pironi II 53’ Salamina \| |                   |                                                                   |                  |  |
| |                   |                                                                   |                  |  |
| Mombrini II 8’, 19’ Aliatis 23’ Balbo 73’ | Marcatori         | 28’ Grassi 37’, 89’ Bellolio 43’, 51’, 56’ Pironi II 53’ Salamina |                  |  |

| Arbitro: | Terzi |

|                                                    |           |  |
| Biassoni 43’, 55’ Gusberti 45’ (aut.) Bellolio 89’ | Marcatori |  |

##### Girone di ritorno
| Arbitro: | Bellandi (Milano) |

|  |           |               |
|  | Marcatori | 80’ Pironi II |

| Arbitro: | Fries (Milano) |

|                                                   |           |             |
| Ed. Mariani 35’ Raineri 52’ Cevenini V 77’ (rig.) | Marcatori | 68’ Varalda |

| Arbitro: | Venegoni (Legnano) |

|  |           |                            |
|  | Marcatori | 55’ Pironi II 65’ Biassoni |

| Arbitro: | Ribera |

|                                 |           |  |
| Bellolio 4’, 17’ Cassè 22’, 48’ | Marcatori |  |

| Arbitro: | Trezzi (Milano) |

|                             |           |  |
| Lurati 4’ Valsangiacomo 10’ | Marcatori |  |

#### Semifinale C

##### Girone di andata
| Arbitro: | Sabattini (Bologna) |

|                                                                              |           |              |
| Badini II 8’, 30’ (rig.), 43’ Della Valle II 50’ Perin 52’, 76’ Genovesi 78’ | Marcatori | 23’ Bellolio |

| Arbitro: | Scamoni (Torino) |

|                               |           |              |
| Mosso I 28’ Boglietti III 66’ | Marcatori | 31’ Bellolio |

| Arbitro: | Milano I (Vercelli) |

|              |           |                                                    |
| Bellolio 38’ | Marcatori | 4’, 47’, 49’ Cevenini III 27’ Agradi 37’ Scheidler |

| Arbitro: | Brambilla |

|  |           |                                  |
|  | Marcatori | 10’, 16’, 47’, 85’Tosi 44’ Rossi |

| Arbitro: | Brunetti (Torino) |

|                                  |           |              |
| Chiominato 23’, 70’ Bagnasco 59’ | Marcatori | 55’ Bellolio |

##### Girone di ritorno
| Arbitro: | Cavazzana (Padova) |

|             |           |                               |
| Chieffi 30’ | Marcatori | 14’ Della Valle III 32’ Perin |

| Arbitro: | Canestrini (Novara) |

|                                               |           |               |
| Tosi 56’, 89’ Meneghetti 18’, 66’ Cantoni 69’ | Marcatori | 25’ Pironi II |

| Arbitro: | Sarto (Padova) |

|                                         |           |              |
| Maggioni 7’ Bellolio 55’ Pastorelli 62’ | Marcatori | 48’ Bertucci |

| Milano 25 aprile 1920 9ª giornata | Enotria Goliardo | 2 – 0 A tav. per forfait | Torino |  |

| Arbitro: | Tradico (Milano) |

|                                                      |           |  |
| Aebi 4’, ?’ Cevenini III 6’, 41’, 44’, ?’ Agradi 30’ | Marcatori |  |